# Aaron Ward
Aaron Christian Ward, född 17 januari 1973, är en kanadensisk före detta professionell ishockeyspelare som tillbringade 15 säsonger i den nordamerikanska ishockeyligan National Hockey League (NHL), där han spelade för ishockeyorganisationerna Detroit Red Wings, Carolina Hurricanes, New York Rangers, Boston Bruins och Anaheim Ducks. Han producerade 151 poäng (44 mål och 107 assists) samt drog på sig 736 utvisningsminuter på 839 grundspelsmatcher.
Han draftades i första rundan i 1991 års draft av Winnipeg Jets som femte spelare totalt.
Ward är trefaldig Stanley Cup-mästare med Red Wings för säsongerna 1996–1997, 1997–1998 och  2005–2006.
Efter spelarkarriären så har han varit med och grundat ett solenergiföretag CanAm Global Energy Solutions, LLC, varit investerare i ett biomedicinskt bolag BioLumix, Inc. och varit expert i ishockeysändningar för TV–bolagen ESPN och TSN.